# Лебедев, Сергей Николаевич (юрист)
Серге́й Никола́евич Ле́бедев (7 августа 1934, Севастополь — 11 апреля 2016, Москва) — советский и российский правовед, заслуженный юрист РФ, почётный профессор МГИМО МИД РФ, кандидат юридических наук, председатель Морской арбитражной комиссии при ТПП РФ, почётный вице-президент Международного совета по коммерческому арбитражу, сопредседатель Специального комитета для Европейской конвенции о внешнеторговом арбитраже 1961 года, обладатель дипломатического ранга советника I класса, член Совета при Президенте Российской Федерации по вопросам совершенствования правосудия, вице-президент Российской ассоциации международного права.

## Биография
Родился 7 августа 1934 года в Севастополе в семье морского офицера. Сергей Николаевич о своём детстве: «Я родился в морской семье, мой дед Филипп Андреевич Телечев был матросом в царском флоте, а отец Николай Александрович Лебедев после революции в красном флоте матросом, а затем капитаном I ранга и ушёл в отставку Командиром Учётного Отряда РФ. Я пошёл по цивильной линии, став юристом. В школе N3 начал учиться в 7 классе в 1948 г, после её восстановления от разрушений, полученных в ходе войны. Выглядела она великолепно 1 сентября 1948 г. начав работу под эгидой выдающегося директора Веры Романовны Девочко. Мы сами на воскресниках построили боковую платформу во дворе.»
В 1952 году поступил на юридический факультет Института внешней торговли (ныне входит в состав МГИМО) и окончил его с отличием в 1957 г. После окончания института два года работал юристом в В/О «Совфрахт».
В 1959 г. поступил в аспирантуру МГИМО. В 1961—1962 гг. стал первым советским юристом, который обучался на юридическом факультете Мичиганского университета в США (по программе обмена).
В 1962 г. защитил кандидатскую диссертацию по теме «Основные вопросы исполнения иностранных арбитражных решений». В этом же году стал преподавателем МГИМО.
С 1974 по 2005 г. возглавлял кафедру международного частного и гражданского права МГИМО, позднее вновь стал преподавателем этой кафедры.
Параллельно с научной, активно занимался практической деятельностью. Участвовал в более чем 600 международных делах (как в России, так и за рубежом). В 1974 г. стал председателем Морской арбитражной комиссии при ТПП РФ и занимал этот пост до 2012 года. 
Кроме того, он принимал участие в работе Группы уполномоченных по претензиям категории «С» Компенсационной комиссии ООН (в связи с вторжением Ирака в Кувейт). Участвовал в проектах по унификации права, в том числе в рамках СЭВ, ЮНСИТРАЛ, Гаагской конференции по международному частному праву.
Участвовал в разработке важных международных юридических документов, а именно:
- Конвенции о разрешении арбитражным путём гражданско-правовых споров, вытекающих из отношений экономического и научно-технического сотрудничества (Москва, 1972 г.);
- Единообразного регламента арбитражных судов при торговых палатах стран-членов СЭВ;
- Конвенции о праве, применимом к договорам международной продажи товаров (Гаага, 1986 г.);
- Арбитражного регламента ЮНСИТРАЛ;
- многих других.

Активно содействовал принятию Закона Российской Федерации от 7 июля 1993 г. № 5338-I «О международном коммерческом арбитраже»
Умер 11 апреля 2016 года.

## Учёная степень
- Кандидат юридических наук, профессор. Автор более 150 научных трудов, в том числе опубликованных за границей. Работы включают несколько книг по арбитражу (1965, 1978, 1988), русский перевод Единообразного торгового кодекса США (1994). Соавтор монографии, посвящённой Венской конвенции о договорах международной купли-продажи товаров (2002 г.). Соавтор учебников по гражданскому праву зарубежных стран и правовому регулированию внешнеэкономических связей.